# Achillein
Achillein  är en brunröd alkaloid i fast form med bitter smak, som kan utvinnas ur rölleka, Achillea millefolium och därmed besläktade växter.
Ämnet upptäcktes av Bartolommeo Zanon 1846.

## Egenskaper
- Svårlöslig i etanol
- Olöslig i dietyleter